# Philipp Mißfelder
Philipp Mißfelder (Gelsenkirchen, 25 agosto 1979 – 13 luglio 2015) è stato un politico tedesco, membro del Bundestag.
Portavoce degli affari esteri del gruppo parlamentare CDU / CSU, è stato presidente della Junge Union dal 2002 al 2014.

## Biografia

### Formazione
Conseguito il diploma di scuola secondaria nel 1999, svolge servizio militare nella Bundeswehr. Si specializza in storia presso la Technische Universität Berlin dove, nel 2008, finisce gli studi. 

### Attività politica
Nel 1993 si iscrive alla Junge Union, l'organizzazione giovanile della CDU, nel 1995 alla CDU, dove dal 1998 al 2000 guida la Schüler Union. Nel 1999 viene eletto nel consiglio direttivo, e, dal 2002 nello stesso consiglio direttivo della Junge Union. Dal 2002 ha co-presieduto il gruppo di lavoro di partito dedicato al miglioramento delle relazioni intergenerazionali. Dal 2008 è membro eletto nel "leadership council", conosciuto come Präsidium.

### Nel Bundestag
Dal 2005 è membro del Bundestag. Attualmente è portavoce degli affari esteri per la CDU/CSU e membro della commissione delle relazioni estere del Bundestag. Dal gennaio a marzo 2014 ha svolto il ruolo, per il governo tedesco, di coordinatore per le Operazioni Transatlantiche nei campi delle Relazioni Intersocietarie, Culturale e delle Politiche Informative.

### Altre attività
Dal 2006 è membro della Konrad Adenauer Stiftunge fa parte del gruppo parlamentare del Bundestag dell'Unione Europea. Ha servito come membro deputato della Haus der Geschichte Foundation in Bonn. È Inoltre è alla guida della German-British Society's Königswinter Conference e della Commissione Esecutiva del Consiglio Tedesco delle Relazioni Estere (DGAP). Nel giugno del 2013 è stato nominato nel consiglio direttivo dell'Atlantik-Brücke E.V transatlantic network. Dal 2006 è sposato con due figlie. 

## Posizioni politiche
Nell'Unione Cristiano Democratica, è noto per proporre dibattiti sulle origini conservative del partito.

### Politica interna
È conosciuto per le sue chiare posizioni sui problemi sociali e fiscali. Per Mißfelder l'età pensionabile in Germania dovrebbe essere innalzata da 67 a 70 anni. Ha inoltre sostenuto che la riforma del finanziamento alla Sanità sta mettendo in crisi le giovani generazioni. Al Bundestag, nel 2008, ha votato contro la riforma del finanziamento della Sanità Tedesca considerandola: “non appropriata, né per le vecchie, né per le nuove, né per le generazioni intermedie.” Nel 2003 ha ottenuto attenzione a livello internazionale, quando dichiarò: “non prendo nessun titolo da un trapianto d'anca ad un ottantacinquenne pagato dal welfare sociale”. Questa affermazione portò alla richiesta di dimissioni dagli organi di partito e ad un conseguente dibattito riguardo alla sua visione soggettiva del "fallimento del sistema welfare tedesco". Una simile controversia si presentò nel febbraio 2009 dopo che Mißfelder affermò che l'aumento del Welfare avrebbe essenzialmente sostituito l'industria di alcolici e sigarette. Assunse una dura posizione riguardo ai contestatori del G8 in Germania, paragonandoli alla organizzazione terroristica Red Army Faction.

### Politica estera
Voce influente degli affari esteri, si è espresso contrario ad una possibile entrata della Turchia nell'Unione europea ma ha sostenuto l'azione delle Nazioni Unite in Libia, nonostante la forte opposizione interna in Germania.
Ha criticato aspramente il famoso autore tedesco Günter Grass, quando quest'ultimo scrisse una controversa poesia largamente interpretata come critica verso Israele. 
Nel marzo del 2013, lodò il precedente Cancelliere tedesco Gerhard Schröder per le dichiarazioni a sfavore della guerra in Iraq.